# Nazim Khaled
Nazim Khaled, né le 3 septembre 1986 à Marseille en France, est un auteur-compositeur-interprète français. Il a écrit plusieurs succès pour différents artistes comme Kendji Girac, Amir, Claudio Capéo ou Alma.

## Biographie
Nazim Khaled étudie au conservatoire de Saint-Étienne. En 2011, il participe à l'émission Je veux signer chez AZ sous le pseudonyme Nazim Hitch. Il ne gagne pas l'émission mais est repéré par la maison de disque Mercury qui lui fait signer un contrat. Il assure les premières parties de Ben l'Oncle Soul, Goran Bregović et Cali.
Il signe une dizaine de chansons sur l'album Au cœur de moi du chanteur Amir Haddad, dont J'ai cherché qu'il coécrit et compose, qui est choisie pour représenter la France au concours Eurovision de la chanson 2016,. Il fait la première partie du chanteur lors de sa tournée en 2016 et 2017. Alma représente la France au concours Eurovision de la chanson 2017 avec la chanson Requiem, écrite et composée par Nazim Khaled,,.
Il écrit pour plusieurs autres artistes, dont Yannick Noah, Priscilla Betti, Chimène Badi, Claudio Capéo, Florent Pagny ou Kendji Girac, notamment Andalouse et Les yeux de la mama.
Après avoir été l'auteur de chansons pour de nombreux artistes, il décide d'écrire également pour lui-même. Son premier single, Pourquoi veux-tu que je danse ?, sort le 9 juin 2017,,. Cette chanson au « refrain orientalisant » est considérée par certains journalistes comme une chanson engagée, ce qui rappelle l'univers musical de Stromae pour Ninon Quillot qui écrit pour Charts in France. Elle est produite par Skalpovich et est le premier extrait du premier album à venir de Nazim, prévu pour fin 2017 par Universal Music France. Il écrit également "La beauté du doute" pour Florent Pagny.
Selon le Guinness World Records, le plus grand nombre de jours consécutifs pour sortir un single numérique par un artiste musical est 366 et a été réalisé par Nazim Khaled (France) à Paris, Ile de France, France, du 1er janvier 2024 au 31 décembre 2024. Nazim n’a pas seulement sorti, il a également écrit et produit tous les singles jour après jour tout au long de l’année.

## Discographie

### Singles
- 2012 : Les cités
- 2013 : Douce France
- 2017 : Pourquoi veux-tu que je danse ?
- 2018 : Je suis une femme seule
- 2018 : On refera le monde

## Principales compositions
- 2014 : Kendji Girac, Andalouse
- 2015 : Kendji Girac, Les yeux de la mama
- 2016 : Amir, J'ai cherché
- 2016 : Amir, On dirait
- 2016 : Claudio Capéo, Ça va ça va
- 2017 : Florent Pagny, La beauté du doute
- 2017 : Alma, Requiem
- 2018 : Amir, Longtemps
- 2019 : Claudio Capéo, Beaux à voir
- 2024 : Gloria, Parler à la lune